# Degernäs
Degernäs is een plaats in de gemeente Umeå in het landschap Västerbotten en de provincie Västerbottens län in Zweden. De plaats heeft 139 inwoners (2005) en een oppervlakte van 38 hectare. Degernäs ligt in een gebied dat bestaat uit een afwisseling van bos en landbouwgrond. De stad Umeå ligt ongeveer vijf kilometer ten noorden van het dorp en ongeveer anderhalve kilometer ten westen van de plaats loopt de Europese weg 12.